# Lotte World Tower
Lotte World Tower (en coreano: 롯데월드 타워), anteriormente conocida como Lotte World Premium Tower, es un rascacielos de 556.1 metros y 123 plantas de Seúl, Corea del Sur. Forma parte de la segunda generación del complejo Lotte World. Ya coronado, su construcción se estimaba que terminaría a finales de 2016, si bien finalizó el 3 de abril de 2017.
Es el el rascacielos más alto de Seúl y de Corea del Sur, y se encuentra en el sexto puesto entre los rascacielos más altos del mundo. Además, alberga la 2ª plataforma de observación más alta del mundo en su planta 123, a 512,3 metros (1681 pies).

## Historia

### Diseño y construcción
Después de 13 años de planeamiento y preparación del terreno, la torre ganó la aprobación final del gobierno para empezar la construcción en noviembre de 2010 y las primeras actividades de pilotaje y el montaje del armazón se observaron en marzo de 2011.
Los diseños conceptuales mostraban un esbelto cono con lados convexos suavemente curvados. Un exterior de cristal teñido pálido se inspira en la cerámica coreana y presenta acentos de filigrana metálica. Situada cerca del Río Han, la torre alberga tiendas (plantas 1-6), oficinas (7-60), residencias (61-85), un hotel de lujo (86-119), y plantas de acceso público (120-123) con una plataforma de observación.
La torre se sitúa cerca del complejo Lotte World de primera generación, abierto en 1989, accesible mediante Línea 2 o Línea 8 en Estación de Jamsil.

### Accidente de 2013
El 25 de junio de 2013 se produjo un accidente en la construcción del rascacielos debido al choque de varios elementos de acero y madera entre los que se incluirían un cilindro de gas. Este choque causó una explosión que proyectó a varios trabajadores, causando la muerte a uno de ellos y heridas en otros cinco. Los bomberos actuaron de inmediato y volvieron a restablecer el orden y la seguridad en las obras del rascacielos.
A pesar del accidente, no trascendieron noticias de que se fuera a demorar la fecha de finalización de las obras ya que la estructura de la construcción no fue gravemente dañada. Finalmente fue abierto el 3 de abril de 2017.